# Belle & Sebastian
Belle & Sebastian és un grup de música pop escocès format a Glasgow el gener de 1996. El nom del grup prové de Belle et Sébastien, un llibre infantil escrit per la francesa Cécile Aubry i on es relaten les aventures d'un noi (Sébastien) i el seu gos (Belle). Aquesta obra va ser portada a la televisió en forma de sèrie a 1965 i en format de dibuixos animats a 1981.
Els membres actuals del grup són: Stuart Murdoch (veus, guitarra i teclats), Stevie Jackson (veus i guitarra), Chris Geddes (teclats), Sarah Martin (violí, flauta travessera i veus), Mick Cooke (trompeta y baix), Bobby Kildea (guitarra i baix) i Richard Colburn (bateria). Entre els seus antics membres es troben Isobel Campbell (veus i cello) i Stuart David (baix). Alguns projectes paral·lels inclouen els grups The Gentle Waves, V-Twin, i Looper.

## Història
Es van formar el gener de 1996 sota la tutela d'un curs de negoci musical i format recolzant-se principalment al talent creatiu de Stuart Murdoch. El seu primer àlbum, Tigermilk, va ser gravat com a part d'aquest curs i publicat pel segell independent Electric Honey.
Després d'haver signat amb un segell independent lleugerament major, Jeepster Records, llançaren a la venda d'àlbum If You're Feeling Sinister a 1996 i una seqüència de senzills durant 1997. El seu tercer àlbum, The Boy With The Arab Strap (1998), va entrar al top 20 de les llistes del Regne Unit i el grup va ser proclamat "Millor banda revelació" als premis Brit Awards de 1999. Aquest va ser també l'any del Bowlie Weekender, un festival musical llançat per la banda. Durant tot aquest període, la música de la banda va estar produïda per Tony Doogan.
A juliol de 2002 anunciaren un nou canvi de segell discogràfic, aquesta vegada a Rough Trade Records, i a 2003 presenten un nou treball, Dear Catastrophe Waitress, abandonant l'habitual producció de Tony Doogan per la de Trevor Horn. Per aquest treball van rebre una nominació pel Mercury Music Prize de 2004. Encara que les cançons de Belle & Sebastian s'han convertit en relativament habituals de les emissores de ràdio britàniques, encara els queda conquerir el mercat estatunidenc.
Encara que presenten una imatge de grup alternatiu al gran públic, les cançons agredolces del grup inspiren una lleialtat fanàtica entre els seus seguidors, similar a l'experimentada per The Smiths durant els seus dies de glòria. Part d'aquesta lleialtat és deguda al fet que, fins al seu fitxatge per Rough Trade Records a 2003, els seus senzills no contenien cançons ja publicades als àlbums. Així doncs, estar en possessió de la seua discografia completa es pot considerar com una distinció de pura devoció.
A gener de 2005 Belle & Sebastian van ser votats millor banda escocesa a una enquesta duta a terme per la guia escocesa d'entreteniment The List, arribant a superar a Simple Minds, Idlewild, Travis, Franz Ferdinand i The Proclaimers, entre d'altres.

## Discografia

### Àlbums
- Tigermilk, 1996; #13 Regne Unit (no arribà a les llistes fins a la reedició a 1999)
- If You're Feeling Sinister, 1996 (no arribà a les llistes)
- The Boy with the Arab Strap, 1998; #12 Regne Unit
- Fold Your Hands Child, You Walk Like a Peasant, 2000; #10 Regne Unit, #80 EUA
- Storytelling, 2002; #26 Regne Unit, #150 EUA
- Dear Catastrophe Waitress, 2003; #21 Regne Unit, #84 EUA
- If You're Feeling Sinister: Live at the Barbican, 2005 (només com a descàrrega)
- The Life Pursuit, 2006
- Belle & Sebastian Write About Love, 11 d'octubre de 2010.
- Girls in Peacetime want to dance, 2015.

### Senzills
- Dog On Wheels (EP), 1997; #59 Regne Unit
- Lazy Line Painter Jane (EP), 1997; #41 Regne Unit
- 3.. 6.. 9.. Seconds Of Light (EP), 1997; #32 Regne Unit
- This Is Just a Modern Rock Song (EP), 1998
- Legal Man (senzill), 2000; #15 Regne Unit
- Jonathan David (senzill), 2001; #31 Regne Unit
- I'm Waking Up to Us (senzill), 2001; #39 Regne Unit
- Step into My Office, Baby (senzill), 2003; #32 Regne Unit
- I'm a Cuckoo (senzill), 2004; #14 Regne Unit
- Books (EP), 2004; #20 Regne Unit)
- Funny Little Frog (senzill), 2006; #13 Regne Unit
- The Blues are still blue (senzill), 2006
- White collar boy (senzill), 2006
- Introducing... Belle & Sebastian (senzill), 2008
- Write about Love (senzill), 2010

### Recopilacions
- Lazy Line Painter Jane (caixa amb els tres primers tres senzills), 2000
- Push Barman to Open Old Wounds (2xCD recopilació dels senzills publicats per Jeepster Records), 2005; #40 Regne Unit
- Latenighttales:Belle and Sebastian (recopilació de cançons d'altres intèrprets amb una cançó de Belle and Sebastian, recopilat per Chris Geddes)
- The BBC Sessions, 2008.
- The Third Eye Centre, 2013.

### DVDs
- Fans Only, 2003
- The Blues are Still Blue, 2006.